# Puke Toropa Mountain
Der Puke Toropa Mountain ist ein 3465 m hoher Berg im ostantarktischen Viktorialand. In der Royal Society Range ragt er 5,3 km südsüdwestlich des Mount Rucker auf.
Das New Zealand Geographic Board benannte ihn 1994 nach der maorischen Bezeichnung für „kreisrunder Hügel“.